# Järnskägg
Järnskägg eller Jernskæg, var en dansk uradelssläkt, som var förgrenad i tre linjer och först känd 1351 genom riddaren Poul Ebbesen till Pederstrup (d. efter 1351) från Själland.
Vapen
Blasonering: En vapensköld i blått med en Stor kammussla i silver och på hjälmen fyra kammusslor på vardera två vesselhorn.

## Historia
Namnet Järnskägg är inte känt från medeltiden, men tillskrevs senare en ätt som förekommit på Själland. Senare släktforskning har inte med full säkerhet kunnat bestämma härstamningen. Det har antagits att Peder Järnskägg till Broderup (vid Åbenrå) som levde 1270 kan ha varit stamfader till ätten.
Från 1300- och 1400-talen finns tre kända grenar:
1. Dronningholm-grenen från Nørre Herlev.
2. Skjoldenæs-grenen, även kallad Ellinge-grenen.
3. Grib, även kallad Frøslev-grenen. Niels Aagesens fru Mette var gift med Anders Jacobsen Grib (död 1382) och i detta äktenskap mor till Jens Grim (död 1450).

Ättens sista medlem på svärdssidan var Laurids Mikkelsen som var prost i Roskilde och dog i Paris 1513.
Sätesgårdar inom ätten
- Borreby som efter 1410 var ett biskopslän.
- Ellingegård fram till reformation tillhörde gården biskopen i Roskilde.
- Frøslevgård i Stevns herred, 1403 av Jens Poulsen, 1439 av Poul Jensen kallad Grib, 1477 av Jens Poulsen Grib till Borreby.

## Medlemmar ur släkten
- Jens Pedersen – biskop i Roskilde från 1431 till sin död 13 september 1448.[3]